# Europaspiele 2015/Basketball
Bei den Europaspielen 2015 in Baku, Aserbaidschan wurden vom 23. bis 26. Juni 2015 zwei Wettbewerbe im Basketball ausgetragen. Dabei fand jeweils eine Konkurrenz bei den Frauen und bei den Männern statt.
Gespielt wurde nach den Regeln des 3×3-Basketballs. Insgesamt traten je 16 Mannschaften an, die aus je vier Spielern bestanden (drei aktive Spieler und ein Auswechselspieler).

## Ergebnisse

### Männer
| Platz | Land     | Sportler                                                                               |
| ----- | -------- | -------------------------------------------------------------------------------------- |
| 1     | Russland | Ilja Alexandrow Andrei Kanygin Leopold Lagutin Alexander Pawlow                        |
| 2     | Spanien  | Sergio de la Fuente Valdizán Alejandro Llorca Castillo Nacho Martín Juan Vasco Trabado |
| 3     | Serbien  | Dušan Domović Bulut Dejan Majstorović Marko Savić Marko Ždero                          |

Datum: 26. Juni 2015

### Frauen
| Platz | Land     | Sportlerinnen                                                                                              |
| ----- | -------- | --- |
| 1     | Russland | Tatjana Petruschina Tatjana Widmer Marija Tscherepanowa Anna Leschkowzewa                                  |
| 2     | Ukraine  | Krystyna Mazko Olha Masnitschenko Hanna Saryzka Wiktorija Pasjuk                                           |
| 3     | Spanien  | Vega Gimeno Martínez María Aranzazu Gómez Novo Rita Esther Montenegro Santana Inmaculada Zanoguera Garcías |

Datum: 26. Juni 2015

## Medaillenspiegel
| Rang   | Land     | Gold | Silber | Bronze | Gesamt |
| ------ | -------- | ---- | ------ | ------ | ------ |
| 1      | Russland | 2    | 0      | 0      | 2      |
| 2      | Spanien  | 0    | 1      | 1      | 2      |
| 3      | Ukraine  | 0    | 1      | 0      | 1      |
| 4      | Serbien  | 0    | 0      | 1      | 1      |
| Gesamt | Gesamt   | 2    | 2      | 2      | 6      |